# Спорковщизна (Лидский район)
Спорковщизна (бел. Спо́ркаўшчына, Спо́ркаўшчызна) — деревня в Лидском районе Гродненской области Беларуси. Входит в состав Дворищанского сельсовета.

## География
Пролегает дорога Р-89.
Ближайшие населённые пункты Довкни, Верх-Лида, Колышки, Тябы и др.

## История
С 1904 года в Лидской волости Лидского уезда Виленской губернии Российской империи.
До 27 марта 1978 года деревня входила в состав Дубровенского сельсовета, до 21 февраля 2023 года — в состав Круповского сельсовета.

## Население

### Численность
- 2019 год — 24 жителей

### Динамика
- 1999 год — 43 жителей (перепись населения)
- 2009 год — 42 жителей (перепись населения)[2]
- 2019 год — 24 жителей (перепись населения)